# UDFj-39546284
UDFj-39546284 là tên của một thiên hà được báo cáo vào ngày 27 tháng 1 năm 2011, và tia hồng ngoại phát ra từ nó là ánh sáng già nhất được phát hiện, quan sát bằng kính viễn vọng không gian Hubble. Đối tượng được G. Illingworth (Đại học California), R. Bouwens (Đại học California và Đại học Leiden) và nhóm HUDF09 xác định trong năm 2009 đến 2010. UDFj-39546284 nằm trong chòm sao Thiên Lô và đã được xác nhận tính đến tháng 11 năm 2012 với dịch chuyển đỏ z~10, dữ liệu được lấy từ kính viễn vọng Hubble và Spitzer, gồm cả Hubble eXtreme Deep Field (XDF). Đến tháng 12 năm 2012, nó được báo cáo đạt dịch chuyển đỏ z=11.9, dữ liệu từ kính viễn vọng Hubble và Spitzer, gồm cả Hubble Ultra-Deep Field (HUDF).
Nguồn sao thực phát ra ánh sáng này không còn tồn tại. Các sao này có khả năng là một thiên hà nhỏ đặc gồm những sao màu xanh, mà hình ảnh của chúng hiện được quan sát đã cách đây 13,420,000,000 năm, khoảng "380 triệu năm " sau vụ nổ Big Bang (ước tính khoảng 13.8 tỷ năm trước đây).
Tại thời điểm công bố, nó là thiên hà lâu đời nhất được tìm thấy và xa hơn khoảng cách được kỷ lục trước đó khoảng 150 triệu năm ánh sáng. Ngoài việc ghi được kỷ lục khoảng cách mới, UDFj-39546284 lại còn trở thành thiên hà già nhất được tìm thấy tính đến ngày 12 tháng 12 năm 2012. Nó có thể vẫn như vậy cho đến khi ra mắt dự kiến của kính viễn vọng không gian James Webb đôi khi thập kỷ này.

## Hình ảnh

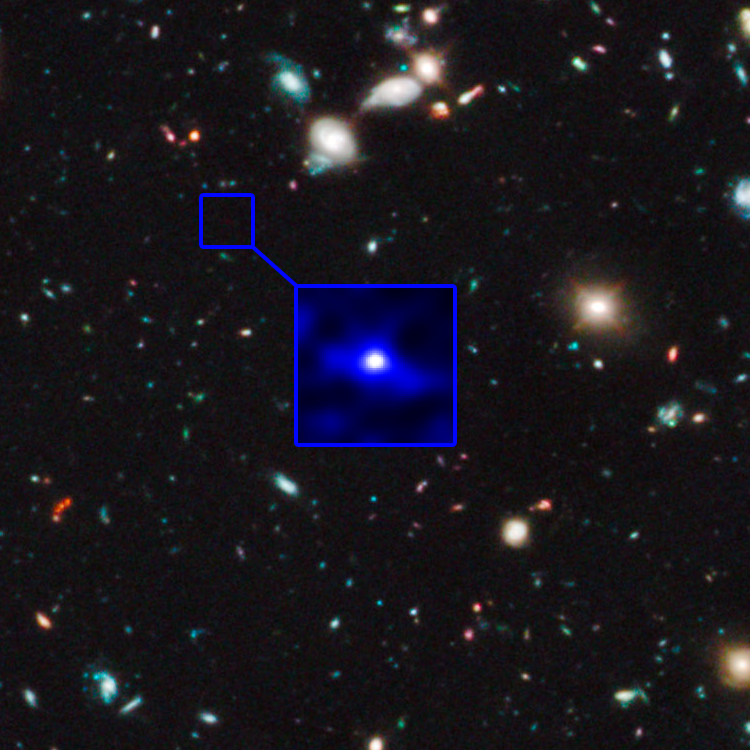
UDFj-39546284
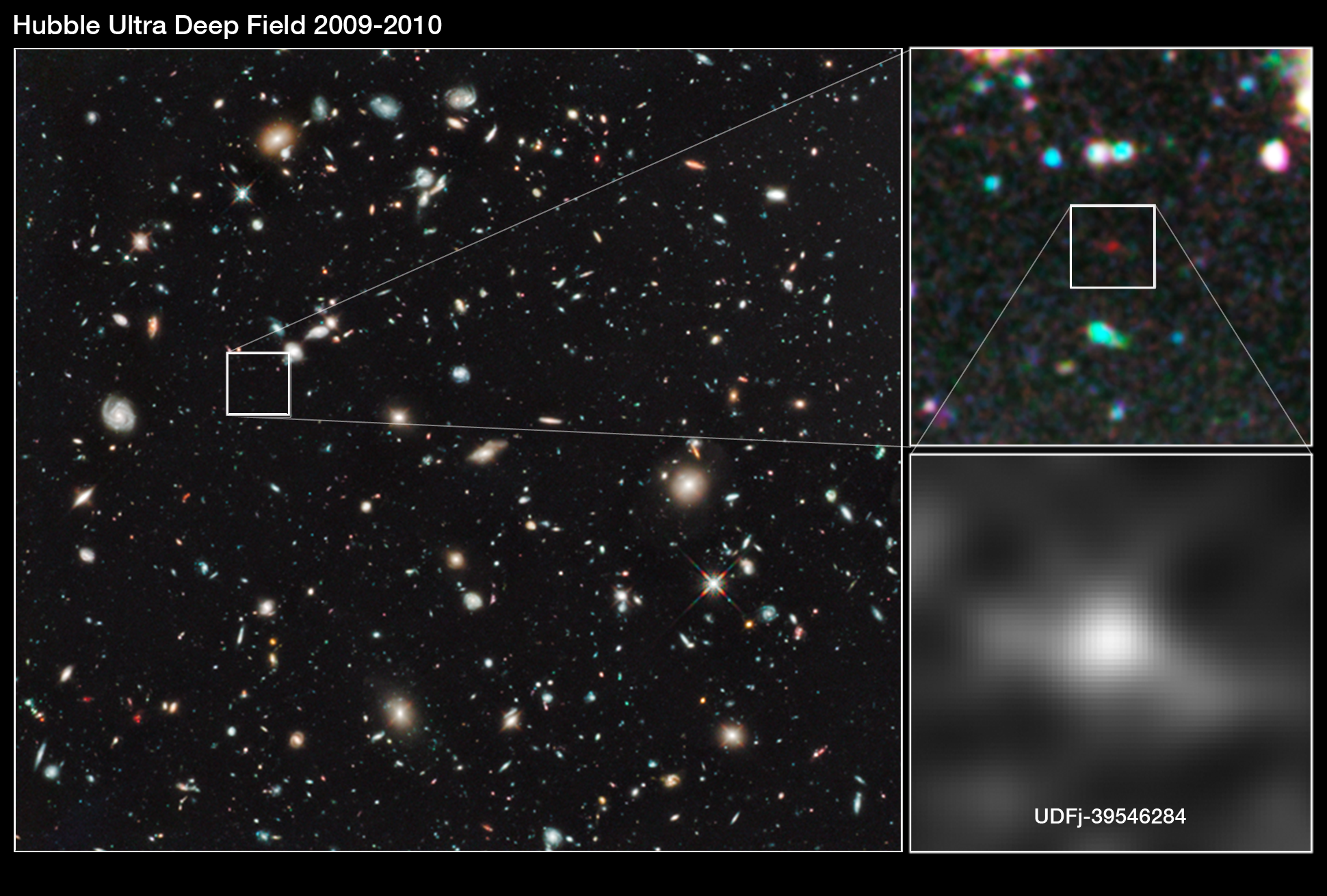
UDFj-39546284 xuất hiện như một đốm đỏ nhạt
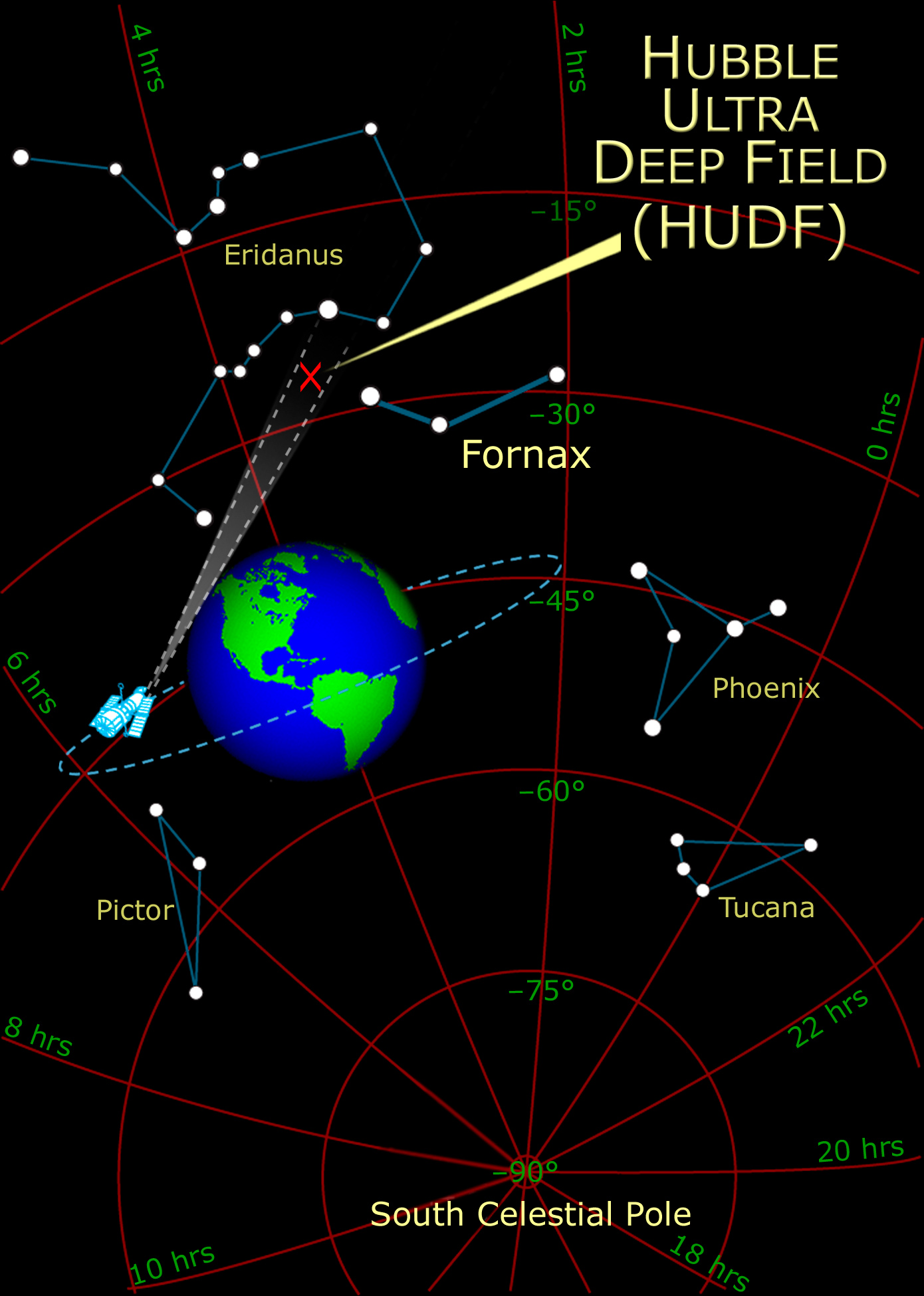
Vị trí của Hubble Ultra-Deep Field trên bầu trời